# Хожиева, Фарангиз Музаффаровна
Фарангиз Музаффаровна Хожиева (узб. Farangiz Muzaffarovna Xojiyeva; Ургенч, Хорезмская область, Узбекистан) — узбекская дзюдоистка, выступающая в весовой категории до 63 кг. Участница XXXII Летних Олимпийских игр.

## Карьера
Начала заниматься дзюдо в Ургенче у тренера Угилжон Рузметовой, а затем у главного тренера женской сборной Узбекистана по дзюдо Нелли Киямовой.
В 2017 году на Кубке Азии по дзюдо среди кадетов в Чирчике (Узбекистан) завоевала серебряную медаль в весовой категории до 57 кг. В 2018 году на Кубке Азии по дзюдо среди кадетов завоевала бронзовую медаль. В 2019 году на Кубке Азии по дзюдо среди юниоров в Бишкеке (Кыргызстан) завоевала серебряную медаль проиграв в финале таджикской дзюдоистке Шохиде Каландаровой. На Кубке Азии по дзюдо среди юниоров в Ташкенте завоевала бронзовую медаль, одолев в борьбе за третье место российскую дзюдоистку Анастасию Колесник.
В 2021 году на Чемпионате Азии по дзюдо в Бишкеке (Кыргызстан) в весовой категории до 63 кг в борьбе за бронзовую медаль проиграла китайской дзюдоистке Ян Цзюнься. На Чемпионате мира по дзюдо в Будапеште (Венгрия) в весовой категории до 63 кг в первом раунде одолела дзюдоистку из Мадагаскара Расоанаиво Разафи Аина Лаура, но во втором раунде проиграла Хан Хи-джу из Кореи.
На Летних Олимпийских играх в Токио (Япония) в весовой категории до 63 кг в первом раунде вышла на татами против дзюдоисткой из Кабо-Верде Сандрин Биллет, но Сандрин выполнила болевой приём и Фарангиз потерпела поражение.